# الظهر (ذي السفال)

تعديل مصدري - تعديل

الظهر هي إحدى قرى عزلة السيف بمديرية ذي السفال التابعة لمحافظة إب، بلغ تعداد سكانها 193 نسمة حسب تعداد اليمن لعام 2004.